# Jetta Klijnsma
Jellejetta (Jetta) Klijnsma (Hoogeveen, 18 maart 1957) is een Nederlands politica en bestuurster. Ze is lid van de PvdA. Sinds 1 december 2017 is ze commissaris van de Koning in Drenthe.
Eerder was Klijnsma staatssecretaris van Sociale Zaken en Werkgelegenheid in de kabinetten Balkenende IV (2008–2010) en Rutte II (2012–2017) en Tweede Kamerlid (2010–2012). Daarvoor was ze waarnemend burgemeester (2008), locoburgemeester (2006–2008), wethouder (1998–2008) en gemeenteraadslid (1990–2002) van Den Haag.

## Levensloop
Klijnsma groeide op in een gereformeerd gezin in Hoogeveen en ging daar van 1968 tot 1975 naar het vwo. Van 1975 tot 1983 studeerde zij geschiedenis (sociaal-economische geschiedenis) aan de Rijksuniversiteit Groningen. Tijdens haar studie was zij redactielid van het Historisch Tijdschrift Groniek en bestuurslid van Gehandicapten Sportclub Groningen. In 1982 kwam ze als medewerker in dienst van de Tweede Kamerfractie van de PvdA, in het bijzonder van de Tweede Kamerleden André van der Louw, Marcel van Dam en Thijs Wöltgens. Van 1986 tot 1990 volgde zij een opleiding hogere bestuursambtenaar aan de Bestuursacademie Zuid-Holland. Tot 1998 was zij hoofd van de beleidsafdeling van de PvdA-fractie in de Tweede Kamer.

## Politieke loopbaan

### Gemeente Den Haag
In 1990 werd ze gekozen in de gemeenteraad van Den Haag. In 1998 werd ze wethouder, belast met Welzijn, Volksgezondheid en Emancipatie. In november 2003 stond haar positie ter discussie vanwege haar rol bij het faillissement van welzijnsorganisatie Stichting Ondernemend Welzijn. Ze zou informatie achter hebben gehouden en weigerde 2,5 miljoen euro beschikbaar te stellen voor sanering van de instelling. Klijnsma overleefde echter een motie van afkeuring. Na de gemeenteraadsverkiezingen van 2006, waarbij ze lijsttrekker van de PvdA was, werd ze wethouder Cultuur en Financiën en tevens locoburgemeester. Na het aftreden van Wim Deetman was ze van januari tot eind maart 2008 waarnemend burgemeester van Den Haag.

### Landelijke politiek
Op 18 december 2008 volgde ze Ahmed Aboutaleb op als staatssecretaris van Sociale Zaken en Werkgelegenheid in het kabinet-Balkenende IV. Ze trad af op 23 februari 2010, vanwege de val van dit kabinet.
Na de Tweede Kamerverkiezingen 2010 werd Klijnsma Tweede Kamerlid. Voor de Tweede Kamerverkiezingen 2012 stond Klijnsma op plaats twee, achter PvdA-leider Diederik Samsom.
Op 5 november 2012 tot oktober 2017 was Klijnsma staatssecretaris van Sociale Zaken en Werkgelegenheid in het kabinet-Rutte II.

#### Banenafspraak en Participatiewet
Klijnsma's belangrijkste activiteit als staatssecretaris was de invoering van de banenafspraak (2013) en de Participatiewet (1 januari 2015).
In het sociaal akkoord van 2013 werd de banenafspraak gemaakt, waarin werkgevers toezegden in de loop van twaalf jaar minstens 100.000 banen te creëren voor mensen met een arbeidsbeperking. Het aantal mensen in de doelgroepen van de banenafspraak was ongeveer dubbel zo groot. Klijnsma hield een verplicht quotum achter de hand voor het geval de doelstellingen uit de banenafspraak niet gehaald zouden worden; dit quotum werd vastgelegd in de Wet banenafspraak en quotum arbeidsbeperkten (1 april 2015).
De Participatiewet was de opvolger van de Bijstandswet. Twee regelingen voor mensen met een arbeidsbeperking (de Wet sociale werkvoorziening en de Wet arbeidsongeschiktheidsvoorziening jonggehandicapten (Wajong)) werden gesloten voor nieuwe instroom; mensen die hiervoor in aanmerking zouden komen moesten voortaan een beroep doen op de Participatiewet.
Twee jaar na Klijnsma's vertrek als staatssecretaris kwam het Sociaal en Cultureel Planbureau (SCP) op verzoek van de regering met een evaluatierapport over de Participatiewet. Het SCP oordeelde negatief: de wet berustte deels op verkeerde aannames en de doelstellingen waren nauwelijks behaald. De mensen die voorheen in de sociale werkvoorziening terecht hadden gekund, waren vaker dan voorheen aangewezen op een uitkering. De positie van jonggehandicapten was op veel punten verslechterd. Voor de 'klassieke bijstandsgerechtigden' was er niet veel veranderd.

### Commissaris van de Koning in Drenthe
Op 29 september 2017 maakte Provinciale Staten van Drenthe bekend dat Klijnsma voorgedragen is als commissaris van de Koning in deze provincie.
Op 6 oktober 2017 heeft de ministerraad de voordracht overgenomen en besloten haar te benoemen per 1 december 2017.
Op 1 november 2017 werd Klijnsma hiertoe beëdigd door de koning. Op 1 december 2025 neemt zij afscheid als commissaris van de Koning in Drenthe.

## Nevenfuncties
Naast haar politieke activiteiten was Klijnsma tot haar aantreden als staatssecretaris in 2008 onder andere voorzitter van het Bestuur van Stichting Korrelatie en voorzitter van het Centrum voor Lokaal Bestuur van de PvdA. Behalve haar huidige nevenfuncties ambtshalve als commissaris van de Koning in Drenthe is zij ambassadeur van het Liliane Fonds, voorzitter van de Raad van Toezicht van Stichting Resto VanHarte, voorzitter van het Bestuur van Stichting De Dutch Don't Dance Division en lid van het Adviescommissie uitvoering toeslagen van het ministerie van Financiën.

## Persoonlijk
Klijnsma is licht gehandicapt; ze is geboren met spastische benen en leerde pas op haar dertiende lopen. Als wethouder in Den Haag kreeg ze vanwege haar handicap een privéchauffeur toegewezen, die haar dagelijks op een tandem naar het werk en naar afspraken bracht. Klijnsma is getrouwd.
- International Standard Name Identifier: 0000 0003 8726 713X
- Nederlandse Thesaurus van Auteursnamen: 343189542
- Parlement.com: vhy1h3cc38zq
- Virtual International Authority File: 280172389
- WorldCat: E39PBJvcY9TMPVWcXjH94xd84q